# محمد الكنيدري
محمد راجي الكنيدري (مواليد 11 أكتوبر 2000)، لاعب كرة قدم سعودي يلعب كظهير أيسر في نادي الفتح السعودي . 

## مسيرة اللاعب
مثّل نادي الهلال في الفئات السنية وتم ضمّه لقائة الفريق الأول في دوري أبطال آسيا 2020 وأُعيرَ إلى نادي العدالة في صيف 2020 وانتقل إلى نادي أبها في عام 2021 . ووقع هذا العام لنادي الفتح السعودي .